# Michael Jackson & Friends
Michael Jackson & Friends – mini trasa koncertowa amerykańskiego wokalisty Michaela Jacksona, w ramach której artysta zagrał dwa charytatywne koncerty: pierwszy w Seulu, drugi w Monachium. Cały dochód z wydarzenia został przekazany na dziecięcą fundację Nelsona Mandeli, Czerwony Krzyż i UNESCO.
Podczas koncertów, oprócz samego Jacksona, wystąpili m.in. Slash, Boyz II Men, Luther Vandross, Mariah Carey, Andrea Bocelli, Luciano Pavarotti, Patricia Kaas, Steven Seagal, Status Quo, Spirit of the Dance, H.O.T., S.E.S., Vanessa Mae, Andy Lau, Scorpions, Filipp Kirkorow, Coco Lee i Blackstreet.

## Lista utworów
Michael Jackson
1. „Intro”
2. Medley: „Don’t Stop 'til You Get Enough” / „The Way You Make Me Feel” / „Scream” / „Beat It”
3. „Black or White” (feat. Slash)
4. „Billie Jean”
5. „Dangerous”
6. „Earth Song”
7. „You Are Not Alone”
8. „Heal the World” (Fireworks)

## Daty koncertów
| Nr | Data            | Miasto    | Państwo          | Miejsce            |
| -- | --------------- | --------- | ---------------- | ------------------ |
| 1  | 25 czerwca 1999 | Seul      | Korea Południowa | Stadion Olimpijski |
| 2  | 27 czerwca 1999 | Monachium | Niemcy           | Stadion Olimpijski |

## Anulowane daty koncertów
| Nr | Data            | Miasto   | Państwo           | Miejsce           |
| -- | --------------- | -------- | ----------------- | ----------------- |
| 3  | 31 grudnia 1999 | Honolulu | Stany Zjednoczone | Aloha Stadium     |
| 4  | 31 grudnia 1999 | Sydney   | Australia         | Stadium Australia |